# پرواز شماره ۲۱۴ هواپیمایی آسیانا

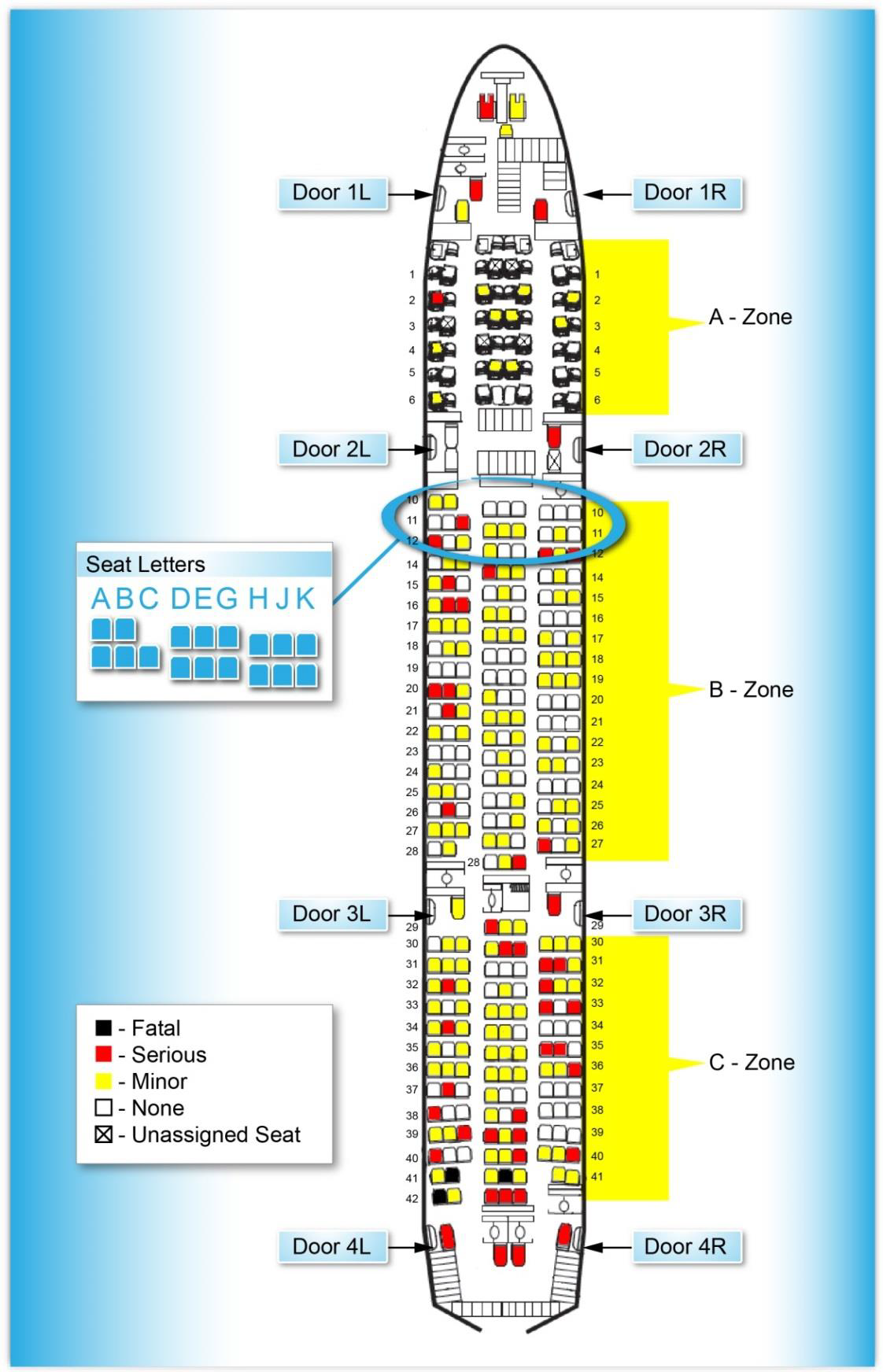
Seat map

پرواز شماره ۲۱۴ هواپیمایی آسیانا یک پرواز مسافربری بر فراز اقیانوس آرام از فرودگاه بین‌المللی اینچن، نزدیکی سئول در کره جنوبی به مقصد فرودگاه بین‌المللی سانفرانسیسکو در شهرستان سن ماتئو بود که هنگام فرود دچار سانحه شد. در این واقعه ۳ نفر کشته شدند. این نخستین سانحه مرگبار مربوط به یک بوئینگ ۷۷۷ بود.